# Алан Форні
Алан Форні (англ. Alan Forney, 28 червня 1960) — американський академічний веслувальник.
Срібний призер Олімпійських Ігор 1984 року в складі розпашної четвірки без стернового.